# Gryllopsis mareotica
Gryllopsis mareotica är en insektsart som först beskrevs av Werner 1905.  Gryllopsis mareotica ingår i släktet Gryllopsis och familjen syrsor. Inga underarter finns listade i Catalogue of Life.